# Rosmeri Marval
Rosmeri Karina Marval Díaz  (Los Teques, Miranda, 18 de diciembre de 1991) es una actriz, modelo, bailarina y empresaria venezolana. Marval saltó a la fama por su personaje como Rosmeri Rivas en la telenovela de Venevision Internacional y Boomerang Latinoamérica, Somos tú y yo (Un nuevo día) (2007-2009) y en su spin-off, NPS: No puede ser (2010-2011). En 2019, Marval interpretó a Juliana Luna Gómez en la serie original de Fox Telecolombia, Caracol Televisión y Amazon Prime Video, El Bronx.

## Biografía
Rosmeri Marval nació en Los Teques, Venezuela el 18 de diciembre de 1991. Es hija de Rodolfo Marval y Elena Díaz. Marval culminó sus estudios primarios y secundarios en el Colegio El Ilustre Americano en Los Teques, Venezuela. Marval (conocida como Rojme por sus allegados) comenzó su carrera como modelo, participando en comerciales de televisión y campañas publicitarias en Venezuela, a los 14 años, decidió probar suerte como actriz e hizo una audición para participar en la serie de televisión Somos tú y yo. Desde 2019 reside entre Bogotá, Colombia y Caracas, Venezuela.

## Carrera

### 2003-2014: Primeros años e inicios de su carrera artística
Su primera aparición en televisión fue en 2003, participando en el programa infantil de Televen, Mundo de sueños.
En 2007, fue elegida por los productores de Venevisión y Boomerang, como la protagonista principal de Somos tú y yo, una coproducción entre Boomerang y Venevisión. Marval fue seleccionada para interpretar al personaje principal como protagonista, a pesar de no tener experiencia suficiente como actriz. La serie fue transmitida en Latinoamérica, Europa, Medio Oriente y Asia. Marval, participó en la gira nacional de la serie en Venezuela. La presentación en vivo de la serie logró vender todas las entradas en tiempo récord, incluyendo una serie de seis conciertos en el Poliedro de Caracas y en la Plaza Monumental Román Eduardo Sandia en Mérida. La serie fue estrenada por primera vez el 27 de junio de 2007 en Venezuela por Venevisión y su último episodio contó con aproximadamente 5.9 millones de espectadores, siendo una de las series más exitosas del canal. La serie se estrenó el 15 de enero de 2008 por Boomerang en Latinoamérica y Europa. La serie finalizó el 15 de diciembre de 2008 y su episodio final tuvo una audiencia de aproximadamente 9.8 millones, la mayor audiencia recibida por cualquier episodio final de una serie de Boomerang Latinoamérica.
En 2009, Marval coprotagonizó la serie, Somos tú y yo, un nuevo día, donde interpretó el personaje de Rosmery Rivas, dejando de lado su papel como protagonista. La serie fue un spin-off de Somos tú y yo y fue basada en la película estadounidense Grease. Marval participó en la gira de Somos tú y yo, un nuevo día, que comenzó el 29 de noviembre de 2009 en el Polideportivo de Pueblo Nuevo. La serie se estrenó el 17 de agosto de 2009 por la cadena Boomerang Latinoamérica.
En enero de 2010, Marval retomó su personaje como protagonista en la serie, NPS: No puede ser. La serie es el segundo spin-off de Somos tú y yo y marcó el cierre del show. Se estrenó por primera vez el 25 de julio de 2010 en Venezuela por Venevisión y el 8 de noviembre de 2010 por la cadena Boomerang Latinoamérica en Latinoamérica, con una audiencia de 4.3 millones de espectadores. Posteriormente, se estrenó en Europa, Asia y algunos países de Medio Oriente.
En 2011, retomó su faceta como bailarina y participó en el programa Bailando con las Estrellas, como la estrella invitada y por su desempeñó en el programa obtuvo el segundo lugar.
En 2012, fue anunciada como parte del elenco juvenil de la telenovela de Venevisión Válgame Dios, como Kimberly Castillo, su personaje en la telenovela marcó el crecimiento actoral de la actriz. La telenovela se estrenó 13 de marzo de 2012 por la cadena Venevisión en Venezuela. La telenovela fue transmitida en Latinoamérica y en algunos países de Europa y Asia.
En 2013 regresa como actriz en la serie juvenil Ponte de Pie, junto con Víctor Drija. 
En 2014, Marval interpretó a María Lucía en la telenovela de Venevisión, Amor secreto, una adaptación de la telenovela Inés Duarte, secretaria. Se estrenó el 15 de junio de 2015 por Venevisión en Venezuela.
En marzo de 2015, Marval debutó como diseñadora y empresaria, lanzando su propia línea de trajes de baño, RosbyBeKate.

### 2016-presente: Proyectos internacionales, Protagonista
En 2016, fue anunciada como la protagonista de la telenovela, Entre tu amor y mi amor, interpretando a Sol Buendía, compartiendo créditos con Daniel Elbittar, Yuvanna Montalvo y Carlota Sosa. La filmación comenzó el 14 de septiembre de 2015. La telenovela se estrenó el 15 de junio de 2016 por Venevisión.
En mayo de 2017, fue anunciada como protagonista de la serie original de Fox y Caracol Televisión, El Bronx. El rodaje de la serie comenzó el 13 de marzo de 2017 en Bogotá, Colombia. La serie tiene previsto a ser estrenada a finales de 2018.
En julio de 2018, se confirmó que interpretaría a María Antonia Bolívar en la serie de televisión Bolívar, basada en la vida del libertador venezolano Simón Bolívar.
A partir del 7 de enero de 2020 Marval interpreta a Valery Rosero en la segunda temporada de la novela La Nocturna de la cadena Caracol Televisión.
En mayo de 2023 se integra al elenco estelar para la producción de la serie Dramáticas, una producción de Hispanomedios en conjunto con Venevisión, donde será la pareja juvenil principal de la historia con su esposo Arán de las Casas.

## Vida personal
En 2007, comienza una relación con el cantante y actor venezolano, Arán de las Casas, a quien conoció durante el rodaje de la serie Somos tú y yo y con quién después de 9 años de relación, se casó en la Isla de Margarita, Nueva Esparta, Venezuela, por la iglesia católica el 8 de octubre de 2016.
Marval tiene dos hijos, Ian Gael De las Casas Marval, que nació el 30 de mayo de 2019 y Arantza Andrea De las Casas Marval, que nació el 23 de junio de 2022.

## Filmografía

### Televisión
| Año       | Título                      | Personaje                      | Notas                                                          |
| --------- | --------------------------- | ------------------------------ | -------------------------------------------------------------- |
| 2007—2008 | Somos tu y yo               | Rosmery "Rosme" Rivas          | Antagonista principal, 146 episodios                           |
| 2009      | Somos tu y yo, un nuevo día | Rosmery Pánfila "Ross" Rivas   | Coprotagonista, 83 episodios                                   |
| 2010—2011 | NPS: No puede ser           | Rosmery Rivas / Margarita      | Protagonista 50 episodios, serie de TV Boomerang Latinoamérica |
| 2011      | Bailando con las estrellas  | Ella misma                     | 2° finalista                                                   |
| 2012      | Válgame Dios                | Kimberly Castillo Rodríguez    | Actuación estelar                                              |
| 2012-2013 | Ponte de pie                | Karen                          | Protagonista                                                   |
| 2015—2016 | Amor secreto                | María Lucía Gutiérrez Vielma   | Actuación estelar                                              |
| 2016      | Entre tu amor y mí amor     | Sol Buendía                    | Protagonista                                                   |
| 2019      | El Bronx                    | Juliana Luna Gómez             | Protagonista                                                   |
| 2019      | Bolívar                     | María Antonia Bolívar Palacios | Actuación especial                                             |
| 2020      | La Nocturna 2               | Valery Rosero Fuentes          | Protagonista                                                   |
| 2021      | La nieta elegida            | Helena                         | Actuación especial                                             |
| 2023      | Dramáticas                  | Abigail Domínguez              | Actuación estelar                                              |

### Teatro
| Año  | Título                   | Rol        | Notas         |
| ---- | ------------------------ | ---------- | ------------- |
| 2012 | Hércules                 | Megara     | Debut teatral |
| 2012 | Preñadas                 |            |               |
| 2014 | Penélope, él y yo        | Penélope   |               |
| 2015 | Venezolanos Desesperados | Estudiante |               |